# Ottelia
Ottelia é um género botânico pertencente à família Hydrocharitaceae.

## Espécies
- Ottelia acuminata
- Ottelia alismoides
- Ottelia balansae
- Ottelia brachyphylla
- Ottelia brasiliensis
- Ottelia cordata
- Ottelia cylindrica
- Ottelia emersa
- Ottelia exserta
- Ottelia fischeri
- Ottelia kunenensis
- Ottelia lisowskii
- Ottelia luapulana
- Ottelia mesenterium
- Ottelia muricata
- Ottelia ovalifolia
- Ottelia scabra
- Ottelia ulvifolia
- Ottelia verdickii